# Terror of the Vervoids
Terror of the Vervoids (La peur des Vervoids) ou The Trial of a Time Lord: Terror of the Vervoids est le troisième segment de la vingt-troisième saison de la série télévisée britannique de science-fiction Doctor Who. S'insérant dans l'arc narratif nommé The Trial of a Time Lord ("Le jugement d'un Seigneur du Temps") il fut originellement diffusé sur la chaîne BBC One en quatre parties du 1er au 22 novembre 1986. Il marque l'apparition du personnage de Mel Bush joué par Bonnie Langford.

## Accroche
Le Docteur continue d'être jugé par les Seigneurs du Temps mais présente ses preuves. Il voyage avec une informaticienne nommée Mel Bush. Après avoir entendu un signal de détresse venant du vaisseau spatial Hyperion III, le Docteur et Mel enquêtent sur une série de meurtres mystérieux.

## Distribution
- Colin Baker — Le Docteur
- Bonnie Langford — Mel Bush
- Lynda Bellingham — L'Inquisitrice
- Michael Jayston — Le Valeyard
- Honor Blackman — Le Professeur Sarah Lasky
- Malcolm Tierney — Doland
- David Allister — Bruchner
- Michael Craig — Le Commodore Travers
- Denys Hawthorne — Rudge
- Yolande Palfrey — Janet
- Arthur Hewlett — Kimber
- Sam Howard — Atza
- Tony Scoggo — Grenville/Halett
- Leon Davis — Ortezo
- Simon Slater — Edwardes
- Barbara Ward — La Mutante/Ruth Baxter
- Peppi Borza — Premier Vervoid
- Bob Appleby — Deuxième Vervoid
- Mike Mungarvan — L'officier
- Hugh Beverton — Premier garde
- Martin Weedon — Deuxième garde

## Résumé
Sur la station spatiale des seigneurs du temps, le procès du Docteur, commencé dans « The Mysterious Planet » continue. Après, l'accusation, le Docteur décide d'utiliser la Matrice des seigneurs du temps afin de se défendre et décide d'utiliser un exemple issue de son futur. La matrice nous montre des images du vaisseau Hyperion III dans lequel on voit différents personnages : Grenville, un minéralogiste qu'un passager semble reconnaître sous le nom de Hallett, un trio de scientifique mené par le professeur Lasky et les Mogariens, de curieux extra-terrestres casqués.
Sur le TARDIS, le Docteur et Mel reçoivent un message de détresse venant d'Hyperion III et décident d'atterrir sur le vaisseau. Considérés comme des passagers clandestins, ils sont reçus par le commandant du vaisseau, Travers, que le Docteur semble avoir connu par le passé. Celui-ci nie avoir lancé un appel de détresse mais il laisse le Docteur et Mel dans le vaisseau, estimant que le Docteur trouvera lui-même la raison du faux signal.
Dans le gymnase du vaisseau, Mel s'aperçoit que Lasky et ses assistants sont agités et que quelqu'un s'est introduit dans le centre hydroponique dans lequel ils semblent garder des plantes. Des graines rouges semblent avoir disparu que le Docteur retrouve dans la cabine de Grenville, qui semble avoir mystérieusement disparu. Enquêtant par elle-même dans le centre hydroponique, elle fait la connaissance d'un membre du personnel de bord, Edwardes. Après que celui-ci se retrouve électrocuté par une force mystérieuse, Mel est interrogé par Travers. Durant l'interrogatoire, on apprend que le corps d'Edwardes a disparu.
Travers décide d'accélérer le retour du vaisseau sur Terre, quitte à passer non loin d'un trou noir, ce qui provoque l'inquiétude des Mogariens. Quelques minutes plus tard, l'un d'entre eux s'écroule, mort, et lorsque le Docteur enlève son casque, tous découvrent qu'il s'agissait de Grenville, déguisé. Le Docteur le reconnait comme un investigateur du nom d'Hallett. Enquêtant dans la cabine des scientifiques, le Docteur et Mel découvrent une créature mi-femme mi-plante attachée sur une table. Doland, l'un des scientifiques, les informe qu'il s'agit de son ancienne assistante, Ruth Baxter qui avait été touché par une infection venu d'un pollen inconnu.
Pendant ce temps là, un passager semble avoir disparu sans laisser de trace. Mel découvre l'existence de créatures végétales de tailles humaines, les Vervoids, qui souhaitent tuer les êtres vivants du vaisseau, considérés comme des "animaux" pour eux. Alors que les meurtres semblent continuer, l'un des scientifiques, Bruchner entre dans une crise d'hystérie et tente de plonger le vaisseau dans le trou noir. Les Mogariens et le chef de la sécurité Rudge, réussissent finalement à l'asphyxier mais prennent le contrôle du vaisseau afin de faire main basse sur les métaux précieux se trouvant dans les cales.
Toutefois leur prise d'otage ne dure pas puisqu'une personne mystérieuse fini par tuer les Mogariens, tandis que les Vervoids attaquent le vaisseau. Le Docteur fini par trouver l'identité de l'assassin en la personne de Doland, un des assistants de Lasky et réussi à le faire arrêter par Travers. Toutefois, lui et le garde chargé de le surveiller seront attaqués et tués par les Vervoids. Lasky avoue que ces créatures sont issues de ses recherches afin de remplacer les robots, mais elle est obligée d'admettre que l'expérience à mal tournée puisque ceux-ci veulent tuer pour survivre, utilisant les cadavres d'humains comme engrais. Le Docteur, Mel et Lasky utilisent alors les métaux précieux du vaisseau pour créer une source d'énergie qui accélérera le rythme de vie des Vervoids, les amenant à leur mort naturelle. Le stratagème est un succès, les Vervoids sont vaincus. Le Docteur et Mel quitte alors le vaisseau après avoir salués les derniers survivants.
De retour au procès, le Docteur, après avoir contesté que certains passages montrés par la Matrice semble être falcifiés, est effaré de voir qu'au lieu de pousser le jury à la clémence, l'histoire de la mort des Vervoids les a horrifié et le Valeyard l'accuse dorénavant de génocide.

### Continuité
- L'épisode continue le fil rouge de la saison autour du jugement du Docteur et suit directement les événements de l'épisode précédent, car la mort apparente de Peri est mentionnée.
- C'est la première fois qu'un compagnon est introduit dans la série sans présentation au préalable. La vingt-quatrième saison devait inclure un épisode mettant en scène les circonstances de la rencontre entre le Docteur et Mel Bush mais celui-ci ne fut jamais produit à la suite du changement précipité d'acteur. Leur rencontre sera raconté dans un livre dérivé de la série des années plus tard. Il s'agit aussi de la première assistante issue de l'Angleterre contemporaine depuis Sarah Jane Smith dans les années 1970 et elle dit venir de Pease Pottage, un village du sussex de l'Ouest.
- Travers et Hallett semblent eux aussi avoir rencontré le Docteur par le passé.
- Le fait que le génocide soit puni de mort par les seigneurs du temps contrevient à ce qu'ils demandent au Docteur au cours de l'épisode « La Genèse des Daleks »